# Эмре Тетикель
Эмре Тетикель (тур. Emre Tetikel; 2 августа 1985, Текирдаг) — турецкий актёр кино и сериалов, театральный педагог и автор. Он наиболее известен своей ролью «Берк» в фильме «Аякта Кал» и «Шахин» в турецком сериале «Карагюль».

## Ранняя жизнь
Актёр родился в 1985 году в городе Текирдаг. Окончил среднюю школу Намика Кемаля. Эмре Тетикель, с детства заинтересованный актёрским мастерством, принимал участие в театральных и любительских коллективах Текирдага.

## Карьера
Тетикелб покинул Текирдаг, чтобы получить университетское образование, и поселился в Стамбуле, где окончил Ньюпортский университет Калифорнии по системе дистанционного обучения английскому бизнес-администрированию. В 2008 году он познакомился с Сельджуком Улуэргювеном. Театральные деятели, такие как Улуэргювен и Айкут Орай, получили театральное образование, вместе  участвовали в различных театральных постановках и стали профессиональными. Он продолжил получение своего актёрского образования в арт-центре Бахари, Нью-Йоркской консерватории драматического искусства, Нью-Йоркской киноакадемии и театральной мастерской Экол. В студенческие годы он принимал участие в телевизионной и интернет-рекламе. В 2008 году он сыграл персонажа «Морфи Макмахон» в сериале «Дур Йолку» и впервые появился в телесериале.
Он сыграл персонажа «Берк» в своем первом главном фильме «Аякта Кал», который был выпущен 16 января 2009 года. После нескольких рекламных роликов, фильмов и сериалов он завоевал признание турецкой публики персонажем «Сахин», которого он сыграл в сериале «Карагюль». Он возродил персонажа «Энгин» в «Сыне Чыкише». В 2019 году он также исполнил роль Теомана в сериале Adini Sen Koy. Он работал учителем театра во многих колледжах и частных учебных заведениях по актёрскому мастерству в Текирдаге и Стамбуле, а также готовил студентов для обучения в консерватории.
Эмре Тетикель также является автором. У него есть роман «Ялниз Аск’а Сигинмак», опубликованный в 2015 году.

## Фильмография

### Телевизионный сериал
| Телевизионный сериал | Телевизионный сериал | Телевизионный сериал | Телевизионный сериал | Телевизионный сериал | Телевизионный сериал |
| Год                  | заглавие             | роль                 | Директор             | Телеканал            | Заметки              |
| -------------------- | -------------------- | -------------------- | -------------------- | -------------------- | -------------------- |
| 2008                 | Остановить пассажира | Морфи МакМахон       | Исмаил Гунеш         | TRT 1                | Ведущая роль         |
| 2009                 | Маленькая женщина    | Мурат                | Хакан Арслан         | Kanal D              | Вспомогательную роль |
| 2010                 | Острый нож           | Харун                | Ясин Услу            | Fox TV               | Вспомогательную роль |
| 2014                 | Закон Любви          | Сироп Халил          | Чагатай Тосун        | TRT 1                | Вспомогательную роль |
| 2015                 | Черная роза          | Ястреб               | Мурат Сараджоглу     | Fox TV               | Ведущая роль         |
| 2015                 | Последний выход      | Энгин                | Айхан Озен           | TRT 1                | Ведущая роль         |
| 2017                 | Светлячок            | Берк                 | Barış Yöş            | Star TV              | Вспомогательную роль |
| 2018                 | ты называешь это     | Теоман               | Фуля Явузоглу        | Star TV              | Ведущая роль         |

### Кино
| Кино | Кино           | Кино                  | Кино           | Кино                 |
| Год  | заглавие       | роль                  | Директор       | Заметки              |
| ---- | -------------- | --------------------- | -------------- | -------------------- |
| 2009 | Встаньте       | Берк                  | Аднан Гюлер    | Ведущая роль         |
| 2013 | Шевкат Еримдар | Бурчин                | Бюлент Ишбилен | Вспомогательную роль |
| 2015 | Переворот      | Заместитель прокурора | Ясин Услу      | Вспомогательную роль |

### Театр
| Theaters  | Theaters               | Theaters        | Theaters           |
| Год       | заглавие               | роль            | Директор           |
| --------- | ---------------------- | --------------- | ------------------ |
| 2005      | Сон в летнюю ночь      | Тесей           | Сельчук Улуергювен |
| 2008      | Мой Речебим            | Мухтар          | Сельчук Улуергювен |
| 2009      | Шутка в одном действии | Смешанный эскиз | Сельчук Улуергювен |
| 2009      | За стенами             | Дитя            | Сельчук Улуергювен |
| 2010-2020 | хранить                | Смешанный эскиз | Эмре Караоглу      |

### Короткометражные фильмы
| Short Film / Video Clip | Short Film / Video Clip | Short Film / Video Clip | Short Film / Video Clip | Short Film / Video Clip | Short Film / Video Clip                                      |
| Год                     | заглавие                | Певица                  | Директор                | роль                    | Заметки                                                      |
| ----------------------- | ----------------------- | ----------------------- | ----------------------- | ----------------------- | ------------------------------------------------------------ |
| 2010                    | Как нежность            | Ханде Йенер             | Дамла Демирчоглу        | Все персонажи           | Приз за лучшую мужскую роль за лучший короткометражный фильм |
| 2016                    | Выйти Выйти             | Левент Дёртер           | Гуркан Келтек           | Ведущая роль            | -                                                            |

## Ссылка
- Официальный сайт
- Эмре Тетикель (англ.) на сайте Internet Movie Database
- Официальная страница Эмре Тетикель в социальной сети Facebook
- Эмре Тетикель в X
- Эмре Тетикель на сайте Instagram